# Vitālijs Maksimenko
Vitālijs Maksimenko (Riga, 8 december 1990) is een voormalig Lets voetballer die bij voorkeur als linksback of centrale verdediger speelt.

## Clubcarrière
Maksimenko speelde in de jeugdopleidingen van Skonto FC en FSK-90 Daugava Riga. In 2008 maakte hij de overstap naar de hoofdmacht van Daugava, waar hij in 2009 in het eerste elftal debuteerde. Halverwege het seizoen werd hij gehuurd door CSKA Moskou, waar hij niet verder kwam dan het tweede elftal. Vervolgens keerde Maksimenko terug naar Letland. Met Skonto Riga werd hij in zijn eerste seizoen Lets kampioen. Een jaar later, in januari 2013, leverde een proefperiode hem een contract voor tweeënhalf jaar op bij Brighton & Hove Albion, dat hem enkele maanden later uitleende aan Yeovil Town. Halverwege het seizoen 2013/14 werd Maksimenko opnieuw uitgeleend, ditmaal aan het Schotse Kilmarnock. Kort voor het sluiten van de transfermarkt van de zomer van 2014 werd bekend dat Maksimenko voor de derde keer werd uitgeleend. Deze keer vertrok hij voor de rest van het seizoen op huurbasis naar VVV-Venlo. Met Venlo speelde hij gedurende het seizoen 2014/15 21 wedstrijden in de Nederlandse Eerste divisie. In de play-offs om promotie en degradatie, waarin promotie door een verliespartij tegen NAC Breda niet werd afgedwongen, speelde Maksimenko niet mee.
In augustus 2015 keerde de verdediger naar zijn geboorteland terug. Hij verruilde Brighton voor FK Liepāja. Enkele weken later, kort voor het verstrijken van de transferwindow, werd hij voor de rest van het seizoen gecontracteerd door SV Mattersburg uit de Oostenrijkse Bundesliga.
Hij verruilde in 2017 SV Mattersburg voor Bruk-Bet Termalica Nieciecza. In 2018 ging hij voor Olimpija Ljubljana spelen. In januari 2020 liet hij zijn contract ontbinden en vervolgde zijn loopbaan in Japan bij Omiya Ardija. Een jaar later keerde hij terug naar Olimpija Ljubljana. Nadien speelde hij nog voor RFS en Aiolikos. Sinds de zomer van 2024 was Maksimenko clubloos. Op 30 december 2024 maakte hij via Instagram bekend zijn spelersloopbaan te beëindigen.

### Statistieken
| Seizoen                                | Club                         | Competitie      | Competitie | Competitie | Beker | Beker | Internationaal | Internationaal | Overig1 | Overig1 | Totaal | Totaal |
| Seizoen                                | Club                         | Competitie      | Wed.       | Dlp.       | Wed.  | Dlp.  | Wed.           | Dlp.           | Wed.    | Dlp.    | Wed.   | Dlp.   |
| -------------------------------------- | ---------------------------- | --------------- | ---------- | ---------- | ----- | ----- | -------------- | -------------- | ------- | ------- | ------ | ------ |
| 2008                                   | FSK-90 Daugava Riga          | 1. līga         | 0          | 0          | 0     | 0     | —              | —              | —       | —       | 0      | 0      |
| 2009                                   | FSK-90 Daugava Riga          | Virslīga        | 9          | 0          | 0     | 0     | —              | —              | —       | —       | 9      | 0      |
| 2009                                   | → CSKA Moskou                | Premjer-Liga    | 0          | 0          | 0     | 0     | 0              | 0              | 0       | 0       | 0      | 0      |
| 2010                                   | Skonto FC                    | Virslīga        | 25         | 0          | 2     | 0     | 2              | 0              | —       | —       | 29     | 0      |
| 2011                                   | Skonto FC                    | Virslīga        | 19         | 0          | 1     | 0     | 1              | 0              | —       | —       | 21     | 0      |
| 2012                                   | Skonto FC                    | Virslīga        | 32         | 2          | 2     | 0     | 2              | 0              | —       | —       | 36     | 2      |
| 2012/13                                | Brighton                     | Championship    | 0          | 0          | 0     | 0     | —              | —              | 0       | 0       | 0      | 0      |
| 2012/13                                | Yeovil Town                  | League One      | 3          | 0          | 0     | 0     | —              | —              | 1       | 0       | 4      | 0      |
| 2013/14                                | Brighton                     | Championship    | 1          | 0          | 0     | 0     | —              | —              | 1       | 0       | 2      | 0      |
| 2013/14                                | Kilmarnock                   | Premier League  | 8          | 1          | 0     | 0     | —              | —              | 0       | 0       | 8      | 1      |
| 2014/15                                | Brighton                     | Championship    | 0          | 0          | 0     | 0     | —              | —              | 1       | 0       | 1      | 0      |
| 2014/15                                | VVV-Venlo                    | Eerste divisie  | 21         | 0          | 1     | 0     | —              | —              | 0       | 0       | 22     | 0      |
| 2015                                   | FK Liepāja                   | Virslīga        | 2          | 1          | 0     | 0     | —              | —              | —       | —       | 2      | 1      |
| 2015/16                                | SV Mattersburg               | Bundesliga      | 19         | 0          | 3     | 0     | —              | —              | —       | —       | 22     | 0      |
| 2016/17                                | SV Mattersburg               | Bundesliga      | 18         | 0          | 2     | 0     | —              | —              | —       | —       | 20     | 0      |
| 2017/18                                | Bruk-Bet Termalica Nieciecza | Ekstraklasa     | 17         | 1          | 0     | 0     | —              | —              | —       | —       | 17     | 1      |
| 2018/19                                | Olimpija Ljubljana           | Prva Liga       | 29         | 2          | 5     | 0     | 3              | 0              | —       | —       | 37     | 2      |
| 2019/20                                | Olimpija Ljubljana           | Prva Liga       | 13         | 0          | 1     | 0     | 1              | 0              | —       | —       | 15     | 0      |
| 2020                                   | Omiya Ardija                 | J2 League       | 17         | 0          | 0     | 0     | —              | —              | —       | —       | 17     | 0      |
| 2020/21                                | Olimpija Ljubljana           | Prva Liga       | 9          | 0          | 3     | 0     | 0              | 0              | —       | —       | 12     | 0      |
| 2022                                   | RFS                          | Virslīga        | 17         | 0          | 3     | 0     | 2              | 0              | —       | —       | 22     | 0      |
| 2023/24                                | Aiolikos                     | Super League 2  | 15         | 0          | 1     | 0     | —              | —              | —       | —       | 16     | 0      |
| Carrière totaal                        | Carrière totaal              | Carrière totaal | 274        | 7          | 24    | 0     | 11             | 0              | 3       | 0       | 312    | 7      |
| Bijgewerkt tot en met 31 december 2024 |                              |                 |            |            |       |       |                |                |         |         |        |        |

1Overige officiële wedstrijden, te weten League Cup en play-off.

## Interlandcarrière
Maksimenko is meermaals geselecteerd voor Letse vertegenwoordigende jeugdelftallen. De verdediger maakte zijn debuut in het Lets voetbalelftal op 6 februari 2013 in een vriendschappelijke interland tegen Japan (0–3), als invaller voor Vladimirs Kamešs. Zijn eerste interlanddoelpunt maakte hij op 31 maart 2015 in een oefeninterland tegen Oekraïne in de blessuretijd (1–1).
| Interlands van Vitālijs Maksimenko voor Letland | Interlands van Vitālijs Maksimenko voor Letland | Interlands van Vitālijs Maksimenko voor Letland | Interlands van Vitālijs Maksimenko voor Letland | Interlands van Vitālijs Maksimenko voor Letland | Interlands van Vitālijs Maksimenko voor Letland |
| №                                               | Datum                                           | Wedstrijd                                       | Uitslag                                         | Competitie                                      | Goals                                           |
| Als speler bij Brighton & Hove Albion FC        | Als speler bij Brighton & Hove Albion FC        | Als speler bij Brighton & Hove Albion FC        | Als speler bij Brighton & Hove Albion FC        | Als speler bij Brighton & Hove Albion FC        | Als speler bij Brighton & Hove Albion FC        |
| ----------------------------------------------- | ----------------------------------------------- | ----------------------------------------------- | ----------------------------------------------- | ----------------------------------------------- | ----------------------------------------------- |
| 1                                               | 6 februari 2013                                 | Japan – Letland                                 | 3 – 0                                           | Vriendschappelijk                               |                                                 |
| Als speler bij Yeovil Town FC                   |                                                 |                                                 |                                                 |                                                 |                                                 |
| 2                                               | 24 mei 2013                                     | Qatar – Letland                                 | 3 – 1                                           | Vriendschappelijk                               |                                                 |
| 3                                               | 28 mei 2013                                     | Turkije – Letland                               | 3 – 3                                           | Vriendschappelijk                               |                                                 |
| Als speler bij Brighton & Hove Albion FC        |                                                 |                                                 |                                                 |                                                 |                                                 |
| 4                                               | 14 augustus 2013                                | Estland – Letland                               | 1 – 1                                           | Vriendschappelijk                               |                                                 |
| 5                                               | 6 september 2013                                | Letland – Litouwen                              | 2 – 1                                           | WK-kwalificatie                                 |                                                 |
| 6                                               | 10 september 2013                               | Griekenland – Letland                           | 1 – 0                                           | WK-kwalificatie                                 |                                                 |
| 7                                               | 11 oktober 2013                                 | Litouwen – Letland                              | 2 – 0                                           | WK-kwalificatie                                 |                                                 |
| 8                                               | 15 oktober 2013                                 | Letland – Slowakije                             | 2 – 2                                           | WK-kwalificatie                                 |                                                 |
| 9                                               | 15 november 2013                                | Ierland – Letland                               | 3 – 0                                           | Vriendschappelijk                               |                                                 |
| Als speler bij Kilmarnock                       |                                                 |                                                 |                                                 |                                                 |                                                 |
| 10                                              | 31 mei 2014                                     | Letland – Litouwen                              | 1 – 0                                           | Baltische Beker                                 |                                                 |
| Als speler bij VVV-Venlo                        |                                                 |                                                 |                                                 |                                                 |                                                 |
| 11                                              | 3 september 2014                                | Letland – Armenië                               | 2 – 0                                           | Vriendschappelijk                               |                                                 |
| 12                                              | 9 september 2014                                | Kazachstan – Letland                            | 0 – 0                                           | EK-kwalificatie                                 |                                                 |
| 13                                              | 28 maart 2015                                   | Tsjechië – Letland                              | 1 – 1                                           | EK-kwalificatie                                 |                                                 |
| 14                                              | 31 maart 2015                                   | Oekraïne – Letland                              | 1 – 1                                           | Vriendschappelijk                               | 90+2'                                           |
| 15                                              | 12 juni 2015                                    | Letland – Nederland                             | 0 – 2                                           | EK-kwalificatie                                 |                                                 |
| Als speler bij SV Mattersburg                   |                                                 |                                                 |                                                 |                                                 |                                                 |
| 16                                              | 3 september 2015                                | Turkije – Letland                               | 1 – 1                                           | EK-kwalificatie                                 |                                                 |
| 17                                              | 6 september 2015                                | Letland – Tsjechië                              | 1 – 2                                           | EK-kwalificatie                                 |                                                 |
| 18                                              | 10 oktober 2015                                 | IJsland – Letland                               | 2 – 2                                           | EK-kwalificatie                                 |                                                 |
| 19                                              | 13 oktober 2015                                 | Letland – Kazachstan                            | 0 – 1                                           | EK-kwalificatie                                 |                                                 |
| 20                                              | 25 maart 2016                                   | Slowakije – Letland                             | 0 – 0                                           | Vriendschappelijk                               |                                                 |
| 21                                              | 29 maart 2016                                   | Gibraltar – Letland                             | 0 – 5                                           | Vriendschappelijk                               |                                                 |
| 22                                              | 1 juni 2016                                     | Letland – Litouwen                              | 2 – 1                                           | Vriendschappelijk                               |                                                 |
| 23                                              | 4 juni 2016                                     | Estland – Letland                               | 0 – 0                                           | Vriendschappelijk                               |                                                 |
| 24                                              | 2 september 2016                                | Letland – Luxemburg                             | 3 – 1                                           | Vriendschappelijk                               |                                                 |
| 25                                              | 6 september 2016                                | Andorra – Letland                               | 0 – 1                                           | WK-kwalificatie                                 |                                                 |
| 26                                              | 7 oktober 2016                                  | Letland – Faeröer                               | 0 – 2                                           | WK-kwalificatie                                 |                                                 |
| 27                                              | 10 oktober 2016                                 | Letland – Hongarije                             | 0 – 2                                           | WK-kwalificatie                                 |                                                 |
| 28                                              | 13 november 2016                                | Portugal – Letland                              | 4 – 1                                           | WK-kwalificatie                                 |                                                 |
| 29                                              | 28 maart 2017                                   | Georgië – Letland                               | 5 – 0                                           | Vriendschappelijk                               |                                                 |
| 30                                              | 9 juni 2017                                     | Letland – Portugal                              | 0 – 3                                           | WK-kwalificatie                                 |                                                 |
| 31                                              | 12 juni 2017                                    | Letland – Estland                               | 1 – 2                                           | Vriendschappelijk                               |                                                 |
| Als speler bij Bruk-Bet Termalica Nieciecza     |                                                 |                                                 |                                                 |                                                 |                                                 |
| 32                                              | 31 augustus 2017                                | Hongarije – Letland                             | 3 – 1                                           | WK-kwalificatie                                 |                                                 |
| 33                                              | 3 september 2017                                | Letland – Zwitserland                           | 0 – 3                                           | WK-kwalificatie                                 |                                                 |
| 34                                              | 7 oktober 2017                                  | Faeröer – Letland                               | 0 – 0                                           | WK-kwalificatie                                 |                                                 |
| 35                                              | 13 november 2017                                | Kosovo – Letland                                | 4 – 3                                           | Vriendschappelijk                               |                                                 |
| 36                                              | 2 juni 2018                                     | Letland – Estland                               | 1 – 0                                           | Baltische Beker                                 |                                                 |
| 37                                              | 9 juni 2018                                     | Letland – Azerbeidzjan                          | 1 – 3                                           | Vriendschappelijk                               |                                                 |
| Als speler bij Olimpija Ljubljana               |                                                 |                                                 |                                                 |                                                 |                                                 |
| 38                                              | 9 september 2018                                | Georgië – Letland                               | 1 – 0                                           | UEFA Nations League                             |                                                 |
| 39                                              | 13 oktober 2018                                 | Letland – Kazachstan                            | 1 – 1                                           | UEFA Nations League                             |                                                 |
| 40                                              | 16 oktober 2018                                 | Letland – Georgië                               | 0 – 3                                           | UEFA Nations League                             |                                                 |
| 41                                              | 15 november 2018                                | Kazachstan – Letland                            | 1 – 1                                           | UEFA Nations League                             |                                                 |
| 42                                              | 19 november 2018                                | Andorra – Letland                               | 0 – 0                                           | UEFA Nations League                             |                                                 |
| 43                                              | 21 maart 2019                                   | Macedonië – Letland                             | 3 – 1                                           | EK-kwalificatie                                 |                                                 |
| 44                                              | 24 maart 2019                                   | Polen – Letland                                 | 2 – 0                                           | EK-kwalificatie                                 |                                                 |
| 45                                              | 7 juni 2019                                     | Letland – Israël                                | 0 – 3                                           | EK-kwalificatie                                 |                                                 |
| 46                                              | 10 juni 2019                                    | Letland – Slovenië                              | 0 – 5                                           | EK-kwalificatie                                 |                                                 |
| 47                                              | 6 september 2019                                | Oostenrijk – Letland                            | 6 – 0                                           | EK-kwalificatie                                 |                                                 |
| 48                                              | 9 september 2019                                | Portugal – Macedonië                            | 0 – 2                                           | EK-kwalificatie                                 |                                                 |
| 49                                              | 10 oktober 2019                                 | Letland – Polen                                 | 0 – 3                                           | EK-kwalificatie                                 |                                                 |
| 50                                              | 16 november 2019                                | Slovenië – Letland                              | 1 – 0                                           | EK-kwalificatie                                 |                                                 |
| 51                                              | 19 november 2019                                | Letland – Oostenrijk                            | 1 – 0                                           | EK-kwalificatie                                 |                                                 |
| 52                                              | 4 juni 2021                                     | Letland – Litouwen                              | 3 – 1                                           | Baltische Beker                                 |                                                 |
| 53                                              | 7 juni 2021                                     | Duitsland – Letland                             | 7 – 1                                           | Vriendschappelijk                               |                                                 |
| Als speler bij Aiolikos                         |                                                 |                                                 |                                                 |                                                 |                                                 |
| 54                                              | 26 maart 2024                                   | Liechtenstein – Letland                         | 1 – 1                                           | Vriendschappelijk                               |                                                 |